# Тирана
Тирана (алб. Tiranë или Tirana, гег. Tironë или Tirona) је главни и највећи град Албаније. Налази се у средишту земље, окружена планинама и брдима, уз планину Дајти која се уздиже на истоку и благом долином на северозападу са погледом на Јадранско море у даљини. Међу највлажнијим и најсунчанијим је градовима у Европи, са 2.544 сунчаних сати годишње.
Тирана је главни привредни, политички и трговински центар Албаније због своје значајне географске локације и савременог ваздушног, поморског, железничког и друмског саобраћаја. Такође је образовни центар због Универзитета у Тирани. Као седиште Владе Албаније, у њој се налазе званичне резиденције председника и премијера, као и зграда Парламента Албаније. Године 2022. проглашена је за европску престоницу младих.

## Географија
Тирана се сместила у плодоносној равници. Лана (притока Тиране) протиче кроз град.

### Клима
Просечна дневна температура варира између 6,7 °C степени у јануару и 31 °C у јулу. Просечно годишње падне око 1.200 милилитара кише. Најсувљи месеци су јули и август.
| Клима Тирана (Тирана 7), надморска висина: 90 m (300 ft), 1961-1990 нормале, екстреми 1940-садашњост | Клима Тирана (Тирана 7), надморска висина: 90 m (300 ft), 1961-1990 нормале, екстреми 1940-садашњост | Клима Тирана (Тирана 7), надморска висина: 90 m (300 ft), 1961-1990 нормале, екстреми 1940-садашњост | Клима Тирана (Тирана 7), надморска висина: 90 m (300 ft), 1961-1990 нормале, екстреми 1940-садашњост | Клима Тирана (Тирана 7), надморска висина: 90 m (300 ft), 1961-1990 нормале, екстреми 1940-садашњост | Клима Тирана (Тирана 7), надморска висина: 90 m (300 ft), 1961-1990 нормале, екстреми 1940-садашњост | Клима Тирана (Тирана 7), надморска висина: 90 m (300 ft), 1961-1990 нормале, екстреми 1940-садашњост | Клима Тирана (Тирана 7), надморска висина: 90 m (300 ft), 1961-1990 нормале, екстреми 1940-садашњост | Клима Тирана (Тирана 7), надморска висина: 90 m (300 ft), 1961-1990 нормале, екстреми 1940-садашњост | Клима Тирана (Тирана 7), надморска висина: 90 m (300 ft), 1961-1990 нормале, екстреми 1940-садашњост | Клима Тирана (Тирана 7), надморска висина: 90 m (300 ft), 1961-1990 нормале, екстреми 1940-садашњост | Клима Тирана (Тирана 7), надморска висина: 90 m (300 ft), 1961-1990 нормале, екстреми 1940-садашњост | Клима Тирана (Тирана 7), надморска висина: 90 m (300 ft), 1961-1990 нормале, екстреми 1940-садашњост | Клима Тирана (Тирана 7), надморска висина: 90 m (300 ft), 1961-1990 нормале, екстреми 1940-садашњост |
| Показатељ \ Месец                                                                                    | .Јан.                                                                                                | .Феб.                                                                                                | .Мар.                                                                                                | .Апр.                                                                                                | .Мај.                                                                                                | .Јун.                                                                                                | .Јул.                                                                                                | .Авг.                                                                                                | .Сеп.                                                                                                | .Окт.                                                                                                | .Нов.                                                                                                | .Дец.                                                                                                | .Год.                                                                                                |
| --- | --- | --- | --- | --- | --- | --- | --- | --- | --- | --- | --- | --- | --- |
| Апсолутни максимум, °C (°F)                                                                          | 21,3 (70,3)                                                                                          | 28,0 (82,4)                                                                                          | 30,3 (86,5)                                                                                          | 32,6 (90,7)                                                                                          | 35,9 (96,6)                                                                                          | 39,7 (103,5)                                                                                         | 42,2 (108)                                                                                           | 41,4 (106,5)                                                                                         | 39,7 (103,5)                                                                                         | 36,1 (97)                                                                                            | 31,3 (88,3)                                                                                          | 22,5 (72,5)                                                                                          | 42,2 (108)                                                                                           |
| Максимум, °C (°F)                                                                                    | 11,6 (52,9)                                                                                          | 12,9 (55,2)                                                                                          | 15,6 (60,1)                                                                                          | 19,0 (66,2)                                                                                          | 23,8 (74,8)                                                                                          | 27,7 (81,9)                                                                                          | 30,7 (87,3)                                                                                          | 30,7 (87,3)                                                                                          | 27,3 (81,1)                                                                                          | 21,8 (71,2)                                                                                          | 17,1 (62,8)                                                                                          | 13,0 (55,4)                                                                                          | 21,0 (69,8)                                                                                          |
| Просек, °C (°F)                                                                                      | 6,7 (44,1)                                                                                           | 7,8 (46)                                                                                             | 10,0 (50)                                                                                            | 13,4 (56,1)                                                                                          | 18,0 (64,4)                                                                                          | 21,6 (70,9)                                                                                          | 24,0 (75,2)                                                                                          | 23,8 (74,8)                                                                                          | 20,7 (69,3)                                                                                          | 16,0 (60,8)                                                                                          | 11,7 (53,1)                                                                                          | 8,1 (46,6)                                                                                           | 15,2 (59,4)                                                                                          |
| Минимум, °C (°F)                                                                                     | 1,8 (35,2)                                                                                           | 2,6 (36,7)                                                                                           | 4,5 (40,1)                                                                                           | 7,9 (46,2)                                                                                           | 12,1 (53,8)                                                                                          | 15,6 (60,1)                                                                                          | 17,2 (63)                                                                                            | 16,9 (62,4)                                                                                          | 14,1 (57,4)                                                                                          | 10,1 (50,2)                                                                                          | 6,3 (43,3)                                                                                           | 3,2 (37,8)                                                                                           | 9,4 (48,9)                                                                                           |
| Апсолутни минимум, °C (°F)                                                                           | −10,4 (13,3)                                                                                         | −9,4 (15,1)                                                                                          | −7,0 (19,4)                                                                                          | −1,0 (30,2)                                                                                          | 2,5 (36,5)                                                                                           | 5,6 (42,1)                                                                                           | 4,2 (39,6)                                                                                           | 10,0 (50)                                                                                            | 3,8 (38,8)                                                                                           | −1,3 (29,7)                                                                                          | −4,3 (24,3)                                                                                          | −6,9 (19,6)                                                                                          | −10,4 (13,3)                                                                                         |
| Количина падавина, mm (in)                                                                           | 143 (5,63)                                                                                           | 132 (5,2)                                                                                            | 115 (4,53)                                                                                           | 104 (4,09)                                                                                           | 103 (4,06)                                                                                           | 68 (2,68)                                                                                            | 42 (1,65)                                                                                            | 46 (1,81)                                                                                            | 78 (3,07)                                                                                            | 114 (4,49)                                                                                           | 172 (6,77)                                                                                           | 148 (5,83)                                                                                           | 1,266 (49,84)                                                                                        |
| Дани са падавинама (≥ 0.1 mm)                                                                        | 13                                                                                                   | 13                                                                                                   | 14                                                                                                   | 13                                                                                                   | 12                                                                                                   | 7 | 5 | 4 | 6 | 9 | 16                                                                                                   | 16                                                                                                   | 128                                                                                                  |
| Релативна влажност, %                                                                                | 74                                                                                                   | 73                                                                                                   | 69                                                                                                   | 72                                                                                                   | 68                                                                                                   | 69                                                                                                   | 62                                                                                                   | 64                                                                                                   | 71                                                                                                   | 70                                                                                                   | 76                                                                                                   | 79                                                                                                   | 71                                                                                                   |
| Сунчани сати — месечни просек                                                                        | 124                                                                                                  | 125                                                                                                  | 165                                                                                                  | 191                                                                                                  | 263                                                                                                  | 298                                                                                                  | 354                                                                                                  | 327                                                                                                  | 264                                                                                                  | 218                                                                                                  | 127                                                                                                  | 88                                                                                                   | 2.544                                                                                                |
| UV индекс                                                                                            | 2 | 2 | 4 | 6 | 8 | 9 | 9 | 8 | 6 | 4 | 2 | 1 | 5,1                                                                                                  |
| Извор: DWD, (неки подаци, кишни и снежни дани) и Временски атлас                                     | | | | | | | | | | | | | |

## Историја
Иван Јастребов је записао да је Тирана, према неким мишљењима, град из новијег времена, али већина повесничара и земљописаца и Тирану смештају у стара времена, када се звала Тирин. Тирана у доба Јастребова се као и сваки турски градић, не разликује ни по чему посебном. По Пуквилу основао ју је Јустинијан I. У време Скендербега наводно је била његов посед, а у турско време санџак пашалука у који је Тирана улазила са 40 села, Преса са 30 села и Ишљ са 40 села - укупно 110 села. По другим изворима, Тирану је 1614. године основао османски генерал Сулејман-паша, који је изградио џамију, пекару и турско купатило, и, по популарном мишљењу, назвао град именом Техран, у част својој војној победи код Техерана у Персији (данас Иран). Међутим, ово задње је контроверзно, јер постоје ранији помени о дворцу у планини Дајти, по имену Тиркан, у шестом веку, у списима једног византијског историчара. Каже се да је Тиркан постојао од првог века п. н. е. Још један помен овог региона, у венецијанским списима, назива овај регион његовим данашњим именом. Ови списи датирају око 1412. У турско време, у доба Јастребова (крај 19. века) град није био велик и није имао више од 20000 становника, од њих око 1000 православних Цинцара и 5-6 католичких кућа. Католика је било веома мало у овоме крају. Мали град је изабран за привремену престоницу Албаније (као компромис између Јужне и Северне Албаније) од стране привремене владе, јануара 1920.
Надомак Тиране, у порти старе цркве св. Прокопа, након Првог светског рата се налазило српско војничко гробље, оскрнављено одмах по одласку српске војске. У цркви се налазила плоча са 77 имена, коју је посветио 2. батаљон 1. прекобројног пешадијског пука моравске бригаде.
Новембра 1944, комунистичка влада  Енвера Хоџе је успостављена у овом граду након што је 17. новембра 1944. ослобођен од немачке окупације (→ Народна Република Албанија).
Градско становништво, које је процењено на само 12.000 1910. године је порасло на 30.000 на попису 1930. и 60.000 1945. упркос годинама стране окупације и рата. Током 1950-их, Тирана је доживела период изразитог индустријског раста, уз пораст броја становника на 137.000 1960. године. Касних 1990-их, Тирана је доживела најбржи прилив становника, јер су се Албанци са севера земље у великом броју селили у престоницу у нади за бољи живот.
Током касних 1980-их и 1990-их, Тирана је била средиште насилних демонстрација које су на крају довеле до пада комунистичке владе.

## Становништво
Према попису из 2023. било је 389.323 становника, односно укупно 598.176 у читавој општини. Са густином насељености од 502 људи по квадратном километру, Тирана је најгушће насељена општина у Албанији. Метрополитанска област, коју чине окрузи Драч и Тирана, има укупно приближно милион становника, што чини скоро једну трећину укупног становништва Албаније.
Историјски гледано, Тирана је доживела сталан пораст становништва последњих година, посебно након пада комунизма крајем 20. и почетком 21. века. Изузетан раст је био у великој мери подстакнут мигрантима из целе земље, често у потрази за послом и бољим условима живота. Између 1820. и 1955. становништво Тиране се десетоструко повећало, док је у периоду од 1989. до 2011. године становништво града расло годишње за приближно 2,7%. У 19. и 20. веку, град је имао стопу раста мању од 1% годишње до 1970-их, а затим је пала на мање од 8% годишње до података из средине 20. века.

У Тирани има мноштво верских објеката који задовољавају потребе њеног разноврсног верског становништва које припада исламској, хришћанској и јудаистичкој вери, али и атеистичкој и агностицистичкој вери.
- Релгијски објекти у Тирани
- Исламска џамија
- Католичка црква
- Католичка црква
- Православна црква
- Бекташијска текија
- Исламска џамија

## Културни елементи
Етхембегова џамија (Xhamia e Et'hem Beut), чију градњу је 1789. започео бег Мола, а завршио 1821. године његов син Хаџи Етхем бег, праунук Сулејмана-паше је значајан објекат. Још једна интересантна грађевина у близини џамије, на Скендербеговом тргу је кула са сатом (Kulla e Sahatit), изграђена 1830. 2001. године је завршена изградња највеће цркве у Тирани, католичке цркве Светог Павла. Светско седиште исламског религиозног реда Бекташи Суфи се налази у Тирани.
Град је такође седиште Универзитета у Тирани, основаног 1957, и многих државних и друштвених здања, као што је Албански институт наука, Академија уметности, Пољопривредни универзитет, Војна академија, Институт министарства спољних послова, Народна скупштина, и Високи суд.

## Проблеми и потенцијали
Донекле због карактеристика локације на којој се налази, Тирана има проблема са квалитетом ваздуха. Један од најзначајнијих извора загађења су аутомобили од којих је већина стара преко десет година. Додатни проблем је и лош квалитет горива у Албанији (у погледу садржаја сумпора и олова.)
Треба напоменути да у предграђу града постоји велики пошумљени парк који умањује ефекат загађења ваздуха.
Градска инфраструктура није адекватна за број становника који Тирана има, односно може се рећи да град пати од типичних проблема узрокованих пренасељеношћу као што су проблеми одлагања чврстог отпада и снабдевања водом. Несташице струје су честе што се може видети и по томе што готово свака продавница или фирма у центру града поседује агрегате који су често смештени на улици испред саме продавнице.
Упркос проблемима, у Тирани је видан напредак. Започета је и изградња првих правих туристичких атракција попут једне од дужих жичара у Европи којом се може стићи до другог по висини врха у непосредној близини Тиране. Сама жичара је завршена али још увек недостају квалитетни пратећи садржаји. Додатна атракција је и ротирајући кафе/ресторан на врху највише зграде. Нажалост потенцијали и постојеће атракције још нису валоризоване.
У Тирани је присутна изразито висока стопа градње нових зграда, посебно у предграђима, где велики број улица још није добио ни име. Постоје наводи да су многе од ових зграда резултат прања новца.

## Партнерски градови
- Анкара
- Атина
- Барселона
- Пекинг
- Регион главног града Брисела
- Букурешт
- Бурса
- Кобург
- Доха
- Брисел
- Удине
- Истанбул
- Фиренца
- Пјана дели Албанези
- Гранд Рапидс
- Кијев
- Мадрид
- Марсељ
- Москва
- Праг
- Солун
- Сеул
- Софија
- Стокхолм
- Торино
- Вилњус
- Загреб
- Венеција
- Сарагоса
- Сарајево
- Подгорица
- Приштина
- Косовска Митровица
- Призрен